# 笹谷駅
笹谷駅（ささやえき）は、福島県福島市笹谷字三本松にある福島交通飯坂線の駅。

## 歴史
- 1924年（大正13年）4月13日：福島飯坂電気軌道（のちに飯坂電車）の前谷地駅として開業。
- 1925年（大正14年）2月10日[1]：笹谷駅に改称。

## 駅構造
島式ホーム1面2線の地上駅である。当駅は朝と夕方に駅員が配置されている。構内には窓口（平日の朝・夕方の時間帯と土休日の日中の一部時間帯のみ）、自動券売機（1台）、NORUCA専用簡易改札機、トイレ、自動販売機（飲料）の施設・設備がある。

### のりば
| のりば | 路線    | 方向 | 行先         | 備考   |
| ------ | ------- | ---- | ------------ | ------ |
| 西側   | ■飯坂線 | 下り | 飯坂温泉方面 | 県道側 |
| 東側   | ■飯坂線 | 上り | 福島方面     |        |

※案内上ののりば番号は割り当てられていない。
付記事項
- 県道は「福島県道3号福島飯坂線」のことを指す。
- 日中時間帯（25分間隔運転）は、当駅で列車交換を行う。

## 利用状況
2010年度の乗車人員は490人であった。近年の1日平均乗降・乗車人員は以下の通り。
| 年度   | 1日平均 乗車人員 | 1日平均 乗降人員 |
| ------ | ---------------- | ---------------- |
| 2010年 | 490              |                  |
| 2011年 |                  | 828              |
| 2012年 |                  | 967              |
| 2013年 |                  | 1,026            |
| 2014年 |                  | 1,220            |
| 2015年 |                  | 1,102            |
| 2016年 |                  | 1,137            |
| 2017年 |                  | 1,157            |
| 2018年 |                  | 1,146            |

## 駅周辺
近隣は住宅地である。駅北東側にはケーズデンキ福島店・イオン福島店などの郊外店が建ち並ぶ通りがあるが、前述した各郊外店は当駅からやや離れた所にある。
- 福島第一病院 - 最寄り駅の1つ[5]。
- 笹谷東郵便局
- 福島県道3号福島飯坂線
- 福島県道312号折戸笹谷線
- 福島交通「福島第一病院前」停留所 - 福島県道312号線沿い

## 隣の駅
福島交通
■飯坂線
上松川駅 - 笹谷駅 - 桜水駅